# وهابي (كوه بنج)
وهابي (بالفارسية: وهابی) هي مستوطنة تقع في إيران في كرمان.